# یهودی سرگردان

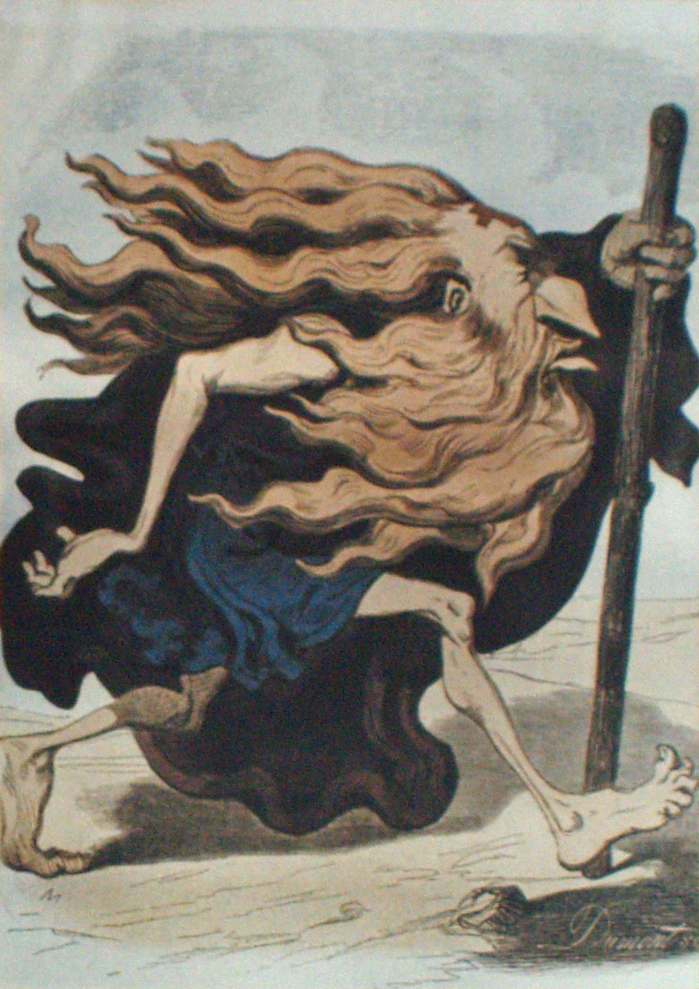
طرح یهودی سرگردان در تبلیغات آلمان نازی

یهودی سرگردان شخصیتی داستانی است که از سدهٔ سیزدهم میلادی در ادبیات عامیانهٔ اروپا شکل گرفت. داستان دربارهٔ یک یهودی است که مسیح را (هنگامی که صلیب‌برپشت به سوی اعدام می‌برندش) مسخره می‌کند، و به تاوان آن تا بازگشت مسیح باید زمین را بپیماید.
حسینقلی مستعان مترجم رمان بینوایان اثر ویکتور هوگو در پانوشت یکی از صفحات درباره ی یهودی سرگردان این گونه توضیح می دهد: 
عیسی مسیح را منافقان دنبال کردند و قصد کشتنش داشتند. برای آزردنش صلیب سنگینی بر دوشش نهادند و به رفتن وادارش کردند. عیسی با این حال جلوی خانه یک یهودی موسوم به «آهاس ورس» رسید. از خستگی به جان آمده بود. همان جا ایستاد و از مرد یهودی اجازه خواست تا بر سکوی خانه‌اش بنشیند، یهودی او را به خشونت راند و گفت راه برو! راه برو. عیسی با چشمان اشکبار به وی نگریست و گفت تو هم تا ابد در دنیا سرگردان خواهی بود. می‌گویند از آن روز مرد یهودی، سرگردان شده و هر جا که بخواهد قرار گیرد یک دست غیبی با قوتی فرای بشری می راندش و صدایی می‌گوید راه برو راه برو راه برو!